# Хойсберг, Лукас
Лу́кас Хо́йсберг (дат. Lucas Høgsberg; род. 23 июня 2006, Фарум, Фредериксборг) — датский футболист, защитник французского клуба «Страсбур» и сборной Дании.

## Клубная карьера
Хогсберг — воспитанник клуба «Норшелланн». 5 апреля 2023 года в поединке Кубка Дании против «Орхус Фремада» Лукас дебютировал за основной состав. 22 мая в матче против «Раннерс» он дебютировал в датской Суперлиге.